# 危房
危房又稱危樓，是「危險樓房」、「危險建築物」的簡稱。一幢物業如變成危樓，會危及使用者及第三者的安全，業主有可能要承擔民事或刑事法律後果。
危樓形成原因包括（但不限於）：短樁、僭建、地震、鹹水樓、在危險山坡上建築、戰爭、恐怖主義、樓房過早老化、危險外牆、搖搖欲墜的廣告招牌、違章、違例建築工程等。 
危樓情況輕微者，可以修葺補救，之後還可以使用或居住。不過，嚴重的危樓，維修之成本巨大，不合理，則只有拆卸，而物業的市場價值立刻折舊至零點。 

## 参見
- 土木工程
- 建築結構
- 地基
- 第三者保險
- 物業管理
- 26座問題公屋醜聞
- 蓮花河畔景苑房屋倒塌事故
- 馬頭圍道唐樓倒塌事件

## 外部参考
- 台灣永照大廈
- 危樓的修葺與拆卸 （页面存档备份，存于）